# 林弥輔
林 弥輔（はやし やすけ、1887年（明治20年）4月17日 - 没年不明）は、明治時代後期から昭和時代前期の台湾総督府官僚。

## 経歴・人物
千葉県海上郡椎柴村字塚本（現・銚子市塚本町）に生まれる。1907年（明治40年）6月、正則英語学校を卒業後に渡台し、嘉義庁庶務課勤務を振り出しに、台南州文書課秘書係長、台南州文書課長、台北州文書課長を経て、1936年（昭和11年）10月、地方理事官に進み、台北州新荘郡守に就任した。ついで1939年（昭和14年）1月、台南州北港郡守に転じた。
この間、1927年（昭和2年）から1930年（昭和5年）に掛けて樺太庁に出向し、長官官房秘書課および文書課にて勤務した。